# Seda Noorlander
Seda Noorlander (née le 22 mai 1974 à la Haye) est une joueuse de tennis néerlandaise, professionnelle entre 1993 et 2006.
En 1999, elle atteint le 3e tour à Wimbledon (battue par Nathalie Tauziat), sa meilleure performance en simple dans une épreuve du Grand Chelem.
Représentante de son pays en Fed Cup de 2000 à 2002, Seda Noorlander a gagné un tournoi WTA en double dames au cours de sa carrière.

## Palmarès

### Titre en simple dames
Aucun

### Finale en simple dames
| No | Date       | Nom et lieu du tournoi  | Catégorie | Dotation  | Surface    | Vainqueure    | Score         |          |
| -- | ---------- | ----------------------- | --------- | --------- | ---------- | ------------- | ------------- | -------- |
| 1  | 11-06-2001 | Tashkent Open, Tachkent | Tier IV   | 140 000 $ | Dur (ext.) | Bianka Lamade | 6-3, 2-6, 6-2 | Parcours |

### Titre en double dames
| No | Date       | Nom et lieu du tournoi | Catégorie | Dotation  | Surface      | Partenaire         | Finalistes                  | Score    |          |
| -- | ---------- | ---------------------- | --------- | --------- | ------------ | ------------------ | --------------------------- | -------- | -------- |
| 1  | 15-02-1999 | Copa Colsanitas Bogota | Tier IVa  | 142 500 $ | Terre (ext.) | Christína Papadáki | Laura Montalvo Paola Suárez | 6-4, 7-6 | Parcours |

### Finales en double dames
| No | Date       | Nom et lieu du tournoi    | Catégorie | Dotation  | Surface      | Vainqueures                     | Partenaire          | Score    |          |
| -- | ---------- | ------------------------- | --------- | --------- | ------------ | ------------------------------- | ------------------- | -------- | -------- |
| 1  | 27-07-1998 | Prokom Polish Open Sopot  | Tier IV   | 107 500 $ | Terre (ext.) | Květa Hrdličková Helena Vildová | Åsa Svensson        | 6-3, 6-2 | Parcours |
| 2  | 04-01-1999 | ASB Bank Classic Auckland | Tier IVb  | 112 500 $ | Dur (ext.)   | Silvia Farina Barbara Schett    | Marlene Weingärtner | 6-2, 7-6 | Parcours |

## Parcours en Grand Chelem

### En simple dames
| Année | Open d'Australie | Open d'Australie | Internationaux de France | Internationaux de France | Wimbledon       | Wimbledon           | US Open        | US Open           |
| ----- | ---------------- | ---------------- | ------------------------ | ------------------------ | --------------- | ------------------- | -------------- | ----------------- |
| 1998  | -                | -                | -                        | -                        | 2e tour (1/32)  | Sandrine Testud     | -              | -                 |
| 1999  | 2e tour (1/32)   | Dominique Monami | 1er tour (1/64)          | Inés Gorrochategui       | 3e tour (1/16)  | Nathalie Tauziat    | 2e tour (1/32) | Jennifer Capriati |
| 2000  | 1er tour (1/64)  | Adriana Gerši    | 1er tour (1/64)          | Sandrine Testud          | 1er tour (1/64) | Cristina Torrens    | -              | -                 |
| 2002  | 1er tour (1/64)  | Lisa Raymond     | 1er tour (1/64)          | Tatiana Panova           | 1er tour (1/64) | Dája Bedáňová       | -              | -                 |
| 2003  | -                | -                | -                        | -                        | 1er tour (1/64) | Francesca Schiavone | -              | -                 |

À droite du résultat, l’ultime adversaire.

### En double dames
| Année | Open d'Australie              | Open d'Australie            | Internationaux de France      | Internationaux de France    | Wimbledon                     | Wimbledon                | US Open                      | US Open                    |
| ----- | ----------------------------- | --------------------------- | ----------------------------- | --------------------------- | ----------------------------- | ------------------------ | ---------------------------- | -------------------------- |
| 1996  | 1er tour (1/32) Kim de Weille | M. Lindström M. Strandlund  | -                             | -                           | -                             | -                        | 2e tour (1/16) S. Pitkowski  | Rika Hiraki Nana Miyagi    |
| 1997  | 2e tour (1/16) H. Vildová     | Anke Huber B. Rittner       | 1er tour (1/32) Kirstin Freye | Nicole Arendt M. Bollegraf  | 2e tour (1/16) Kirstin Freye  | G. Fernández N. Zvereva  | 1er tour (1/32) L. Němečková | Lisa Raymond Rennae Stubbs |
| 1998  | 2e tour (1/16) N. van Lottum  | Park Sung-hee Wang Shi-Ting | 1er tour (1/32) N. van Lottum | Erika de Lone K. Schlukebir | 1er tour (1/32) Kirstin Freye | Tina Križan K. Srebotnik | 2e tour (1/16) L. Pleming    | V. Ruano Paola Suárez      |
| 1999  | 2e tour (1/16) Wang Shi-Ting  | M. Hingis A. Kournikova     | 2e tour (1/16) C. Papadáki    | L. Neiland A. Sánchez       | -                             | -                        | 2e tour (1/16) P. Wartusch   | Krivencheva Maja Murić     |
| 2000  | 1er tour (1/32) A. Hopmans    | M. Hingis Mary Pierce       | 1er tour (1/32) Alicia Ortuno | Alice Canepa Giulia Casoni  | 2e tour (1/16) Rika Hiraki    | Chanda Rubin S. Testud   | 1er tour (1/32) Rika Hiraki  | Lisa Raymond Rennae Stubbs |
| 2001  | 2e tour (1/16) Rika Hiraki    | Kimberly Po Magüi Serna     | 1er tour (1/32) E. Martincová | Kimberly Po N. Tauziat      | -                             | -                        | -                            | -                          |

Sous le résultat, la partenaire ; à droite, l’ultime équipe adverse.

### En double mixte
| Année | Open d'Australie | Open d'Australie | Internationaux de France | Internationaux de France | Wimbledon               | Wimbledon               | US Open | US Open |
| 1998  | -                | -                | -                        | -                        | 3e tour (1/8) N. Godwin | L. Neiland Leander Paes | -       | -       |

Sous le résultat, le partenaire ; à droite, l’ultime équipe adverse.

## Classements WTA en fin de saison

### En simple
| Année | 1990 | 1991 | 1992 | 1993 | 1994 | 1995 | 1996 | 1997 | 1998 | 1999 | 2000 | 2001 | 2002 | 2003 | 2004 | 2005 | 2006 |
| Rang  | 691  | 361  | 384  | 290  | 273  | 207  | 200  | 123  | 122  | 84   | 166  | 106  | 155  | 144  | 309  | 313  | 892  |

Source : (en) « Classements de Seda Noorlander », sur le site officiel du WTA Tour

### En double
| Année | 1990 | 1991 | 1992 | 1993 | 1994 | 1995 | 1996 | 1997 | 1998 | 1999 | 2000 | 2001 | 2002 | 2003 | 2004 | 2005 |
| Rang  | 621  | 338  | 357  | 236  | 155  | 140  | 108  | 76   | 63   | 58   | 107  | 147  | 172  | 200  | 464  | 225  |

Source : (en) « Classements de Seda Noorlander », sur le site officiel du WTA Tour